# 인간면역결핍 바이러스의 아형
인간면역결핍바이러스(HIV) 치료가 어려운 이유 중 하나는 높은 유전적 변이때문이다. HIV는 두 가지 주요 유형, 즉 HIV 유형 1과 HIV 유형 2로 나눌 수 있다. HIV-1은 서아프리카에 사는 침팬지와 고릴라에서 발견되는 바이러스와 관련이 있고, HIV-2 바이러스는 서아프리카의 취약한 영장류인 검댕망거베이에서 발견되는 바이러스와 관련이 있다. HIV-1 바이러스는 더 나아가 그룹으로 나뉠 수 있다. HIV-1 그룹 M 바이러스는 AIDS 대유행의 가장 주요한 원인이다. 그룹 M은 유전자 염기서열 데이터를 기반으로 다시 하위 유형으로 세분화 될 수 있다. 하위 유형 중 일부는 더 독성이 강하거나 다른 약물에 내성이 있는 것으로 알려져 있다. 마찬가지로, HIV-2 바이러스는 HIV-1 그룹 M 바이러스보다 덜 위험하고, 덜 전염성이 있는 것으로 생각되지만, 마찬가지로 에이즈를 일으키는 것으로 알려져 있다.

## 주요 유형

### HIV-1
HIV-1은 바이러스 중 가장 흔하고 병원성이 강한 변종이다. 과학자들은 HIV-1을 주요 그룹(그룹 M)과 두 개 이상의 소그룹, 즉 그룹 N, O, 그리고 그룹 P로 나눈다. 각 그룹은 인간에 대한 원숭이 면역 결핍 바이러스(SIV)의 독립적 전달을 나타내는 것으로 알려져 있다(그러나 그룹 내의 하위 유형은 그렇지 않다. 총 39개의 ORF가 HIV-1의 전체 게놈 서열의 가능한 6개의 해독구조(RF)에서 모두 발견된다. 그러나 그 중 몇몇의 기능만이 발현된다.

#### 그룹 M
"M"은 "Major"를 뜻하며 그룹 M은 HIV의 가장 흔한 유형이다. HIV/AIDS 환자의 90% 이상이 HIV-1 그룹 M에 감염되어 파생된다. 1960년대 이전의 유행성 바이러스의 근원이었던 이 HIV 바이러스는 1920년대 벨기에 콩고의 레오폴드빌에서 발생했으며 오늘날에는 현재 콩고 민주 공화국의 수도인 킨샤사(Kinshasa)로 알려져 있다. M그룹은 하위 유형들로 더 세분화되며, 각각 번호가 부여되는 다른 하위 유형의 바이러스들 간의 재조합으로부터 파생된 순환 재조합 형태(Circulating Recombinant Forms, CRF)도 있다. 예를 들어 CRF12_BF는 B형과 F형의 재조합이다.
- A형 아형은 동부 아프리카에서 흔하다.[5]
- B형 아형은 유럽, 아메리카, 일본, 오스트레일리아에서 가장 많이 나타나는 아형이다. 추가로, 중동과 북아프리카에서도 가장 흔한 형태이다.[6]
- C형 아형은 남아프리카, 동아프리카, 인도, 네팔 그리고 중국의 일부 지역에서 가장 우세한 유형이다.[7]
- D형 아형은 일반적으로 동아프리카와 중앙아프리카에서만 볼 수 있다.[7]
- F형 아형은 아프리카 중부와 남아메리카, 동유럽에서 발견되었다.[8]
- G형 아형(및 CRF02_AG)은 아프리카와 중부 유럽에서 발견된다.[8]
- H형 아형은 중앙 아프리카에서만 나타난다.[8]
- J형 아형은 주로 북아프리카, 중앙아프리카, 서아프리카 그리고 카리브해에서 발견된다.[9]
- K형 아형은 콩고민주공화국(DRC)과 카메룬에서만 나타난다.[8]
- L형 아형은 콩고민주공화국(DRC)에서만 나타난다.[10]

이러한 아형들은 콩고민주공화국(DRC)의 철도와 수로를 따라 킨샤사에서 다른 지역으로 퍼져나갔다.
2015년 쿠바에서 A형, D형, 그리고 D형 단백질 분해효소와 함께 재조합된 변형 CRF19가 AIDS의 급속한 확산과 밀접한 관련이 있는 것으로 밝혀졌다. 이 목록은 최종 목록이 아니며, 추가 유형이 발견될 가능성이 높다.

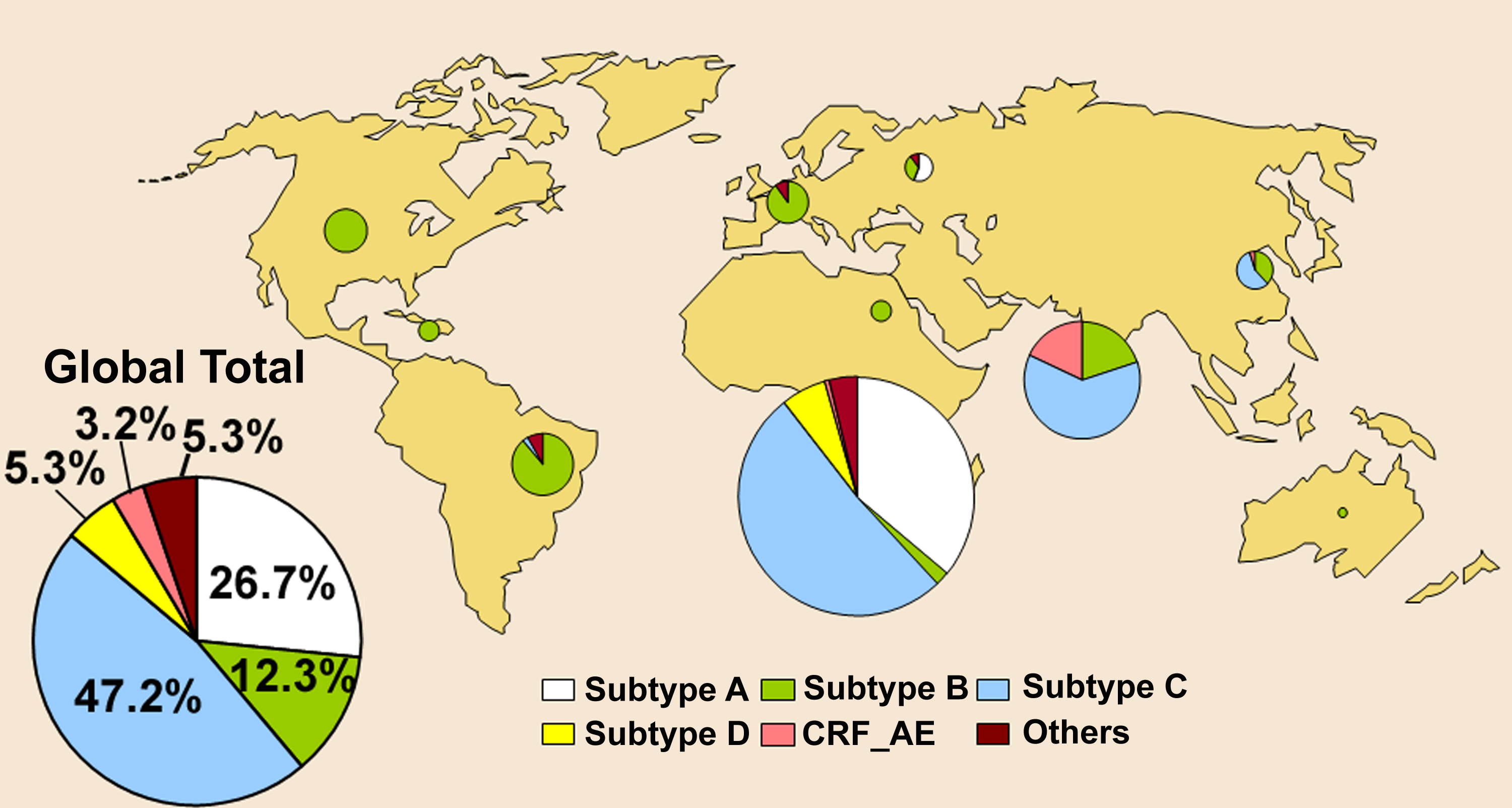
HIV-1 아형의 유행(2002)

#### 그룹 N
N은 "non-M, non-O"의 약자이다. 이 그룹은 1998년 프랑코-카메룬 팀에 의해 발견되었는데, 그들은 1995년 에이즈로 사망한 카메룬 여성으로부터 HIV-1 변종 변종인 YBF380을 확인하고 격리시켰다. YBF380 변종은 그룹 M이나 그룹 O의 항원이 아닌 SIVcpz의 외피 항원으로 반응하여, HIV-1의 새로운 변종임을 보여주었다. 2015년 기준으로, 20개 미만의 그룹 N 감염이 기록되었다.

#### 그룹 O
O("Outlier") 그룹은 서-중앙 아프리카에 위치한 약 10만 명의 사람들을 감염시켰으며, 그 지역 밖에서는 발견하기 힘들다. 카메룬에서의 1997년 조사에서 HIV 양성 검체의 약 2%가 O그룹에 의한 것으로 알려져 있다. 이 그룹은 HIV-1 테스트 키트의 초기 버전에서는 검출되지 않았기 때문에 몇 가지 우려를 제기하였고 이후 그룹 O와 그룹 N을 모두 검출하기 위해 더 발전된 HIV 테스트가 개발되었다.

#### 그룹 P
2009년, 새롭게 분석된 HIV 염기서열은 침팬지의 SIV보다 야생 고릴라(SIVgor)에서 발견된 원숭이 면역 결핍 바이러스와 더 큰 유사성을 가진 것으로 보고되었다. 이 바이러스는 2004년 HIV-1 감염 진단을 받은, 프랑스에 거주하는 카메룬 여성으로부터 검출되었다. 이 서열(아형)을 보고한 과학자들은 이것을 그룹 P "인간의 추가 사례 식별 보류(pending the identification of further human cases)"로 분류하였다.

### HIV-2
HIV-2는 아프리카 밖에서는 거의 인식되지 못했다. HIV-2의 최초의 확인은 세네갈에서 미생물학자 Soulymane Mboup과 그의 동료들에 의해 이루어졌다.
미국의 첫번째 사례는 1987년에 등장하였다.
많은 HIV-1 검사 키트들은 HIV-2 역시 검사할 수 있다.
2010년 기준으로, HIV-2로 알려진 8개의 그룹이 있다. 이 중 그룹 A와 그룹 B만이 전염성을 가진다. 그룹 A는 주로 서아프리카에서 발견되지만 앙골라, 모잠비크, 브라질, 인도, 유럽, 미국으로도 확산됐다. 전세계적으로 HIV-2가 존재함에도 불구하고, 그룹 B는 주로 서아프리카에 국한되어 있다. HIV-2는 상대적으로 제한적이지만, 서아프리카의 사람과 체액 전달(바늘 공유, 성적 접촉 등)을 받은 모든 환자에서 HIV의 증상이 나타날 것이라고 간주해야 한다.
HIV-2는 서아프리카 리토랄 숲에 서식하는 원숭이 종인 검댕망가베이(흰눈꺼풀망가베이) (SIVsmm)의 원숭이 면역결핍 바이러스와 밀접한 관련이 있다. 계통발생학적 분석에 따르면 인체에서 확산된 HIV-2의 두 변종(HIV-2 그룹 A와 B)과 가장 밀접한 관련이 있는 바이러스는 서부 코트디부아르에 있는 타이 숲의 검댕망가베이에서 발견되는 SIVsm이다.
HIV-2로 알려진 6개의 추가 아형들이 있는데, 각각은 한 사람에서만 발견되었다. 그들은 모두 검댕망가베이에서 인간으로의 독립적인 전염으로부터 유래한 것으로 보인다. 그룹 C와 D는 라이베리아에서 온 두 사람, 그룹 E와 F는 시에라리온에서 온 두 사람, 그룹 G와 H는 코트디부아르에서 온 두 사람에게서 발견되었다. 이 HIV-2 변종들 각각은 인간이 최종 숙주일 가능성이 높으며, 감염이 발견된 나라에서 살고 있는 검댕망가베이들의 SIVsm 변종들과 가장 밀접하게 관련되어 있다.

#### 진단
HIV-2는 환자가 아무런 증상이 없어도 혈액 검사를 통해 감염 여부를 알 수 있다. Multispot HIV-1/HIV-2 Rapid Test는 두 바이러스 간의 구별이 가능한, FDA에서 유일하게 승인한 방법이다. HIV의 검사와 진단을 위한 권고사항은 항상 HIV-1, HIV-1 그룹 O, HIV-2를 검출하는 효소 면역 검정법을 사용하는 것이었다. 불확정 HIV-1 웨스턴 블랏을 검사하여 양성 반응이 나온 경우 아미노산 검사와 같은 후속 검사를 수행하여 어떤 감염이 있는지 구별해야 한다.

#### 치료
HIV-2는 HIV-1보다 병원성이 낮은 것으로 밝혀졌다. HIV-2의 메커니즘은 명확하게 정의되지 않았으며 HIV-1과의 차이도 명확하지 않지만, HIV-1보다 HIV-2의 전염률이 훨씬 낮다. 두 감염 모두 AIDS를 일으킬 수 있고, 변이하여 약물에 내성을 가질 수 있다. HIV-2 환자의 질병 모니터링에는 임상 평가와 CD4 세포 수가 포함되며, 치료에는 항레트로바이러스 요법(ART), 뉴클레오사이드 역방사선 억제제(NRTI), 프로테아제 억제제(PI), 비뉴클레오사이드 역전사효소 억제제(NNRTI)가 추가된다.
HIV-2에 대한 초기 및 2차 치료법은 아직 확립되지 않았다. HIV-2는 본질적으로 NNRTI에 내성이 있는 것으로 보이지만, NRTI에 민감할 수 있다. 단백질 분해효소 억제제는 가변적인 효과를 보이며, 인테그레이즈 억제제는 현재 평가되고 있다. 위에 열거한 치료법을 병용해서 사용하는 것도 연구 중이며, 병용 치료의 종류에 따라서도 가변적인 효과를 보이고 있다. 이 메커니즘은 HIV-1과 HIV-2에 대해 명확하게 밝혀지지는 않았지만, 각각이 다른 경로와 패턴을 사용한다고 알려져 있으며 HIV-1 저항성 연관돌연변이를 평가하는 데 사용되는 알고리즘은 HIV-2와는 관련이 없다.
각 바이러스는 개별적으로 감염되거나 동시감염으로 함께 감염될 수 있다. HIV-2는 HIV-1의 단독 감염이나 동시감염보다는 사망률이 낮고, 증상이 심하지 않으며, 에이즈 진행 속도가 느린 것으로 보인다. 그러나, 동시감염에서는 어떤 바이러스가 먼저 감염되었는가에 크게 의존한다. HIV-1은 질병 진행에 있어서 HIV-2보다 강력하다. 동시감염은 전세계적으로 증가하고 있는 문제인 것으로 보이며 대부분의 사례는 서아프리카 국가에서 나타나고 미국에서도 일부 사례들이 나타난다.

#### 임신
임산부가 노출되어도 정상적으로 검진을 받는다. 만약 HIV-2가 존재한다면, 모계 전염의 위험을 낮추기 위한 예방책으로 다수의 초생아용 ART 약물이 사용될 수 있다. 아이가 태어난 후, 이러한 예방을 위한 표준 6주 훈련이 시작되어야 한다. 모유는 HIV-2의 입자가 존재할 수 있으므로 모유 수유는 삼가야 한다.

## 진화
HIV의 빠른 진화는 높은 돌연변이율 때문이라고 할 수 있다. 돌연변이의 초기 단계에서는 진화에 대한 반응이 나타나지 않는 것으로 보인다. 그러나 이후 여러 다른 개체에서 바이러스를 검사할 때, 수렴 돌연변이가 바이러스 모집단에 각각 독립적으로 나타나는 것을 발견할 수 있다.
숙주 내에서의 HIV 진화는 바이러스의 설정점 바이러스 부하(Set-point viral load)를 포함한 요인에 영향을 미친다. 바이러스가 낮은 설정점 바이러스 부하를 가지고 있다면, 숙주는 더 오래 살 것이고, 바이러스가 다른 개인에게 전염될 가능성이 더 커진다. 만약 바이러스가 높은 설정점 바이러스 부하를 가지고 있다면, 숙주는 더 짧은 시간 동안 살 것이고 바이러스가 다른 사람에게 전염될 가능성이 더 낮아진다.
바이러스는 숙주들 사이에서 더 전염성이 강해지도록 진화했다. 여기에는 세 가지 다른 메커니즘이 있다. 하나는 HIV의 진화를 늦추는 면역 체계를 극복하고 진화하기 위한 지속적인 면역계와의 경쟁이다. 또 다른 하나는 숙주 내에서 영향을 덜 미치는 중립적인 바이러스 부하 돌연변이로 인해 바이러스 부하가 느리게 진화하는 것이다. 마지막 메커니즘은 감염 초기에 저장된 바이러스 변종을 전달하고자 하는 바이러스에 의해 발생한다. 저장된 게놈 복사본을 전달하기 위한 바이러스의 이러한 선호는 왜 HIV가 숙주 사이에서보다 숙주 내에서 더 빨리 진화하는지 설명한다.
HIV는 인간에게 피해를 덜 주는 형태로 진화하고 있지만 완전히 치명적이지 않게 되기까지는 갈 길이 멀다.

### 약물 내성 돌연변이
항레트로바이러스 약물 내성인 HIV-1 및 HIV-2 분리주는 자연 선택 및 유전적 돌연변이의 결과로, 모니터링되고 분석되고 있다. 스탠포드 HIV 약물 내성 데이터베이스와 국제 에이즈 협회는 이 중 가장 중요한 돌연변이 목록을 발표한다. 첫 해에는 80개의 일반적인 돌연변이와 최근 해에는 93개의 일반적인 돌연변이가 나열되며, 이것들은 스탠포드 HIV RT 및 Protease Sequence Database를 통해 이용가능하다.

## 같이 보기
- 인간면역결핍 바이러스의 중복 감염
- HIV/AIDS 연구
- HIV/AIDS의 역사